# Суміно (Ленінградська область)
Суміно (рос. Сумино) — селище у Волосовському районі Ленінградської області Російської Федерації.
Населення становить 1564 особи. Належить до муніципального утворення Клопицьке сільське поселення.

## Історія
Від 1 серпня 1927 року належить до Ленінградської області.

## Населення
| 2007 | 2010  | 2017  |
| ---- | ----- | ----- |
| 1516 | ↘1330 | ↗1564 |